# جايسون ليا
جايسون ليا (بالإنجليزية: Jason Lea)‏ هو دراج أسترالي، ولد في 25 يونيو 1996.

## وصلات خارجية
- جايسون ليا على موقع الاتحاد الدولي للدراجات (الإنجليزية)
- جايسون ليا على موقع أرشيف الدراجات (الإنجليزية)
- جايسون ليا على موقع إحصائيات الدراجات الإحترافية (الإنجليزية)
- جايسون ليا على موقع نسبة الدراجات (الإنجليزية)